# 新北市立欽賢國民中學
新北市立欽賢國民中學（英文：New Taipei Municipal Qinxian Junior High School），簡稱欽賢國中、欽中，位於台灣新北市瑞芳區。

## 地理位置
钦贤国中位处新北市瑞芳区九份雾山，视野辽阔，鼻头分部滨临東中國海，遠眺基隆嶼。

## 歷史
1967年（民国56年）4月，苏清波競選台北縣長時，在九份，提出竞选政见。苏县长认为金九地区三面环山、一面临海，交通不便，在这蜿蜓曲折、山峦起伏的三、四十公里内仅有一所国中，严重影响了国小毕业生升学率。承诺当选后誓必贯彻政府实施九年国民教育的精神，在台北县海拔最高地区增设国中，以提高偏乡教育文化水准。后经地方人士积极奔走努力，并获得臺陽礦業公司董事长颜钦贤先生同意，提供8000坪山坡地为校址，成立钦贤国中。台湾省政府以府教财字第10293号令核准设立。 
创校初期，县政府指派瑞芳国中校长陈宝林先生兼筹备主任，拨付新台币266万元，开山垦地、填坡筑路，展开第一期校舍兴建工程。
1969年，台湾省政府调派牡丹国中校长韩瑞光先生主持校政。为顾及学生学业，向九份国小商借教室七间先行上课。开学后第一个月，艾爾西颱風肆虐，借用的教室受到损害，韩校长戮力经营，全校师生发挥克难精神，让教学得以持续进行不致中断。
1970年11月1日，迁入现址上课。 九年国民义务教育改制之初，苏清波县长委托私立时雨中学，在当时相当偏僻的鼻头渔港代办分班。58学年度第1学期指令本校接管，本校第一届毕业生，鼻头分部学生20名。59年秋完成校本部第二期建校工程，各项设备渐具规模。
1970年11月9日，举行落成典礼，正式宣告成立。
1971年，本部暨鼻头分部共有20班师生千余人。
1972年共招生24班，师生1100余名。
2015年共招生6班，共有6班學生98名，教師16名職員3名
2019年共招生6班，共有6班學生47名。
。
2023年共招生6班，共有6班學生31名。

## 外部連結
- 新北市立欽賢國民中學 （页面存档备份，存于）